# Johannes Maria Suykerbuyk
Johannes Maria Suykerbuyk (* 29. November 1959 in Munstergeleen; † 29 Februar 2024 Geleen niederländische Provinz Limburg) ist ein niederländischer Komponist. Er benutzt ferner das Pseudonym Johannes M.A. Wollf. Der Nachname wird auch Suijkerbuijk geschrieben.
Von 1978 bis 1984 studierte er Musikwissenschaften an der Rijksuniversiteit in Utrecht bei Kees Vellekoop (früheste Musikgeschichte bis 1400), Willem Elders (Musikgeschichte 1400–1650), Gyorgy Veber (Musikgeschichte 1650–1750), Marius Flothuis (Musikgeschichte 1750–1900), Jos Kunst (Musikgeschichte ab 1900 und Semantik), Randy Tollefsen (Paleographie), Kees Vente (Organographie), Jan Bogaarts (Chorleitung) und die theoretischen Fächer bei Dik van Yperen, Jan Willem Verpoorten, Rudy Rasch, Gert Oost und Jan van Benthem. Er promovierte 1984 mit einer Dissertation über die Relation zwischen dem Violinkonzert von Alban Berg und der Berceuse Elégiaque von Ferruccio Busoni. Autodidaktisch studierte er Schlagzeug, akustische Gitarre und Violine.
Während seiner Studienzeit entwickelte er eine eigene Kompositionstechnik. 1982 gab es die Uraufführung seines Werks Perigaeum durch das Utrechts Blazersensemble unter der Leitung von Leo Samama.

## Werke

### Werke für Orchester
- 1979 Ligeia opus 66, Konzertouvertüre nr. 2 für Sinfonieorchester
- 1979 The Fall of the House of Usher opus 73, für Sinfonieorchester
- 1980 Spleen opus 67, Konzertouvertüre nr. 3 für Sinfonieorchester
- 1980 The Usher Resurrection opus 74, Konzertouvertüre nr. 5 für Sinfonieorchester

Opusnummer 73 und 74 bilden zusammen die Usher-Sinfonie in zwei Sätze
- 1980 Romance opus 60, für Sinfonieorchester
- 1980 Pantomime opus 64, Konzertouvertüre nr. 1 für Sinfonieorchester
- 1981 Perigæum opus 63, für großes Bläserensemble
- 1981 Four Erotic Verses opus 65, für Bariton und Sinfonieorchester
- 1981 Nachtgewächse opus 68, Dem Andenken Schönbergs, für Alt und großes Bläserensemble
- 1981 The Sophomoric Resuscitated opus 69, Konzertouvertüre nr. 4 für Sinfonieorchester
- 1981 Tædium Vitæ opus 72, Konzertouvertüre nr. 6 für Sinfonieorchester
- 1981 Sinfonie nr. 2 ‘Ainulindalë’ opus 76, für Sinfonieorchester
- 1981 L'Exsudance de l'Amour Exempt opus 78, Konzertouvertüre nr. 7 für Sinfonieorchester
- 1982 Melyanna opus 70, 1. Sinfonietta für Sinfonieorchester
- 1982 Sleep of Yavanna opus 75, 2. Sinfonietta für Sinfonieorchester
- 1982 Carmen opus 61, für Sinfonieorchester
- 1982 Das Reale Leiden opus 62, Ein Wiegenlied für Lady Macbeth, für Alt und Sinfonieorchester
- 1982 Camaïeu opus 77, für Sinfonieorchester
- 1983 Eleonore opus 79, Konzertouvertüre nr. 8 für Sinfonieorchester
- 1983 Lueur Tamisante opus 81, Camaïeu nr. 2 für Sinfonieorchester
- 1983 Konzertsatz für Violine und Kleines Orchester opus 82, für Violine und Sinfonieorchester
- 1983 Glyptique opus 85, Camaïeu nr. 3 für Sinfonieorchester
- 1983 Het Gevecht met de Nachtegalen opus 86, Camaïeu nr. 4 für Sinfonieorchester
- 1984 Zwerversliefde opus 84, Konzertarie nr. 3, für Bariton und Sinfonieorchester
- 1988 Choreograffiti opus 87, eine choreographische Fantasie für Streichorchester

opus 87a, Bearbeitung für Sinfonieorchester
- 2001 Anticipation opus 97, ein Tableau für 17 Spieler
- 2010 Sinfonie nr. 5 ‘Geschichte aus Dodona’ opus 98, für Sinfonieorchester
- 2010 Threnody opus 116, für Sinfonieorchester
- 2011 Sinfonie nr. 6 ‘Ad augusta per angusta’ opus 104, für Sinfonieorchester
  1. Lacrimosa
  2. Sursum Corda
- 2011 I Loved Thee opus 107, für Sinfonieorchester
- 2011 Scène de Ballet opus 112, für Sinfonieorchester
- 2012 L'Aube sur le Jardin des Fantasmes opus 111, für Sinfonieorchester

### Werke für Blasorchester
- 1985 Lenz eine Erzählung für Blasorchester, opus 4
- 1986 Embateria II kleiner Marsch, opus 8, für Fanfare-Orchester
- 1986 Drei Arien opus 9, für Fanfare-Orchester
- 1986 Eine Mignonade vier Effigien romantischer Aesthätik - für Fanfare-Orchester
  1. Zärtlich fliessend
  2. Ruhig bewegt
  3. Schwungvoll
  4. Wuchtig
- 1987 Feierlich langsam Klangstudie für Blasorchester, opus 11a
- 1988 Kalybelnaja In memoriam Sergei Sergejewitsch Prokofjew für Fanfare-Orchester
- 1988 Pesnja devuški (Pesnya devushki) - Lied eines jungen Mädchens, opus 10, Ruthenische Rhapsodie Nr. 1 für Blasorchester
- 1988 Kharoshaya zhizn Ruthenische Rhapsodie Nr. 2, opus 12 für Fanfare-Orchester
- 1989 Zhelanie - symphonic movement - opus 13
- 1989 Dance of the shadows "Plyas Teni" opus 15a
- 1989 Danse russe opus 16, für Fanfare-Orchester
- 1989 Round for two dancers "krugom" opus 18
- 1990 Zima - an overture for winter - opus 17
- 1990 Fanfare - prelude for a festival - für Blechbläser und Schlagzeug
- 1990 Skazka (a fairytale) opus 20
- 1990 Symphony Nr. 4 "Komu Dmitru" opus 21 für Blasorchester - In memoriam Dmitri Schostakowitsch
  1. Quieto
  2. Largamente
  3. Pesante
  4. Scherzando
- 1990 Pictures on a landscape "Kartinyi po peyzazhu" opus 22, für Fanfare-Orchester
  1. Sumerky na Dnestre (Dusk over the Dnyestr)
  2. Nochnoy veter (Nocturnal wind)
- 1991 Basnya für Tuba und Blasorchester
- 1991 Pagan suite opus 24, für Fanfare-Orchester
  1. Brusco
  2. Pesante
  3. Risoluto
  4. Brusco
- 1992 Cradle song
- 1991 Dramatic prelude zu Nikolai Gogols The robe opus 25
- 1992 Little dance
- 1992 Melody
- Kleinrussische suite (Ruthenian suite) opus 14
  1. Pesenka = Das Liedlein
  2. Pribautka = Der Witz
  3. Skaz = Die Erzählung
  4. Pljaska = Der Tanz

### Kammermusik
- 1987 Vier Noveletten opus 88, für Klavier zu zwei Hände
- 1991 Toccata-Etude opus 90, für Klavier zu zwei Hände
- 1992 Allegro Deciso opus 91, für Altsaxophon und Orgel
- 1992 Duma - Chto mne delat’ opus 94, für Altsaxophon und Orgel
- 1995 Songs and Dances für Bläser-Quartett (Flöte, Oboe, Klarinette und Fagott)
  1. Deciso
  2. Allegro moderato
  3. Comodo
  4. Calmo
  5. Lento
  6. Allegretto
- 1995 Vesnyanka III opus 93, für Klarinetten-Sextett oder -Ensemble
- 2009 Choreograffiti II opus 98, eine choreographische Fantasie für Streicheroctet
- 2009 Ten Miniatures opus 95, für Klavier zu zwei Hände
- 2009 Ulalume opus 99, für Klavier zu zwei Hände
- 2009 Scene da una Barriera Corallina opus 101, für Klavier zu zwei Hände
- 2009 Frames from a Childhood opus 102, für Klavier zu zwei Hände
  1. Rain on a Doll House Window
  2. Hopscotch along the Way
  3. Lulling a sorry Doll
  4. Romping on the Lawn
  5. Pareidolia
  6. Anger and Anxiety over a lost Marble
  7. Flying with the Butterflies
  8. When the Storybook closes
- 2010 Ubi sunt opus 105, für Flöte, Vibraphon und Streich-Quartett
- 2010 ninna nanna per i non nati opus 109, eine Nänie für Sopran und Solo-Violine
- 2011 A Garland of Dandelions opus 100, für Bläser-Decett (2 Flöten, 2 Oboen, 2 Klarinetten, 2 Hörner und 2 Fagotten)
- 2012 Sfogliando una Margherita opus 118, für 13 Spieler (Flöte, Altflöte, Oboe, Englisch Horn, Klarinette, Bassklarinette, Fagott, Klavier, Harfe und Streichquartett)